# Hermann A. Haus
Hermann Anton Haus (auch Freiherr von Haus; * 8. August 1925 in Laibach, Königreich Jugoslawien; † 21. Mai 2003 in Lexington) war ein amerikanischer Physiker. Er lieferte wesentliche Beiträge im Bereich Quantenoptik und Rauschen.

## Biographie
Haus war Sohn des Arztes Freiherr Otto Maximilian Haus und Helene Hynek. Er war der Enkel von Anton Haus, dem einzigen k.u.k. Großadmiral der Österreichisch-Ungarischen Kriegsmarine, der postum geadelt wurde. Er absolvierte eine humanistische Gymnasialbildung in Laibach. Im Rahmen der Vertreibungen unter Josip Broz Tito mussten Haus und seine Mutter 1945 Jugoslawien verlassen und wurden nach Österreich deportiert. Dort studierte er an der Technischen Hochschule Graz und später in Wien. 1948 kam er nach Amerika und wurde 1949 am Union College in Schenectady zum Bachelor of Science graduiert. 1951 folgte der Master of Science am Rensselaer Polytechnic Institute und 1954 die Promotion am Massachusetts Institute of Technology (MIT).
Haus war mit Eleanor Laggis Haus († 7. Mai 2008) verheiratet und hatte 4 Kinder. Er starb am 21. Mai 2003 an einem Herzanfall.

## Forschung und Lehre
Hermann Haus wurde 1962 Professor am MIT, wo er seither forschte und lehrte. Sein zentrales Forschungsthema ist das Rauschen in nachrichtentechnischen Bauteilen und Systemen. In den 1970er Jahren entwickelte Hermann Haus die Theorie der Modenkopplung von Lasern. In den 1980er Jahren trug er wesentlich zur Theorie der optischen Solitonen bei. Es folgten die Entdeckung des Gordon-Haus-Effektes  (mit James P. Gordon), der Beginn der Arbeiten zu gequetschten Quantenzuständen sowie anwendungsorientierte Arbeiten an modengekoppelten Faserlasern und an Filtern zum kontrollierten Einsatz des Gordon-Haus-Effektes.

## Mitgliedschaften und Auszeichnungen
Haus war Mitglied renommierter wissenschaftlicher Gesellschaften und Akademien, so zum Beispiel
- American Academy of Arts and Sciences (Mitglied 1981)
- National Academy of Sciences (Mitglied 1987)
- American Physical Society (Fellow 1991)
- Institute of Electrical and Electronics Engineers
- Optical Society of America

Er war Träger zahlreicher wissenschaftlicher Auszeichnungen und Preise, unter anderen
- Charles Hard Townes Award (1987)
- Frederic Ives Medal (1994)
- Ludwig-Wittgenstein-Preis (1997)
- National Medal of Science (1995)
- Willis-E.-Lamb-Preis (2001)

## Schriften
- Waves and Fields in Optoelectronics, Prentice Hall 1983